# Правова система Канади
Канадська правова система бере свій початок від англійської системи загального права з деяким впливом Шотландського права, тому що Канада є колишньою колонією Сполученого Королівства і членом Співдружності Націй. Правова система має дві юрисдикції, тому що сфери відповідальності щодо створення публічного (включно з кримінальним) і приватного права відокремлені та здійснюються виключно Парламентом і провінціями відповідно. Квебек, однак, все ще зберігає континентальну правову систему у сфері вирішення суперечок у сфері приватного права (оскільки ця сфера перебуває в межах виключної юрисдикції провінцій). Обидві правові системи повинні відповідати конституції Канади. Кримінальні переслідування провадяться відповідно до британського загального права, оскільки ця сфера належить виключно до компетенції федерального уряду. Федеральний уряд також володіє повноваженнями у певних виняткових галузях, які регулюються виключно Парламентом, так само як і питання відносин та суперечок між провінціями. Сюди, зазвичай, входить транспортне сполучення між провінціями (залізничний, повітряний і морський транспорт), а також торгівля та комерційні відносини між провінціями (це зазвичай стосується електроенергії, навколишнього середовища, сільського господарства).

## Конституція Канади

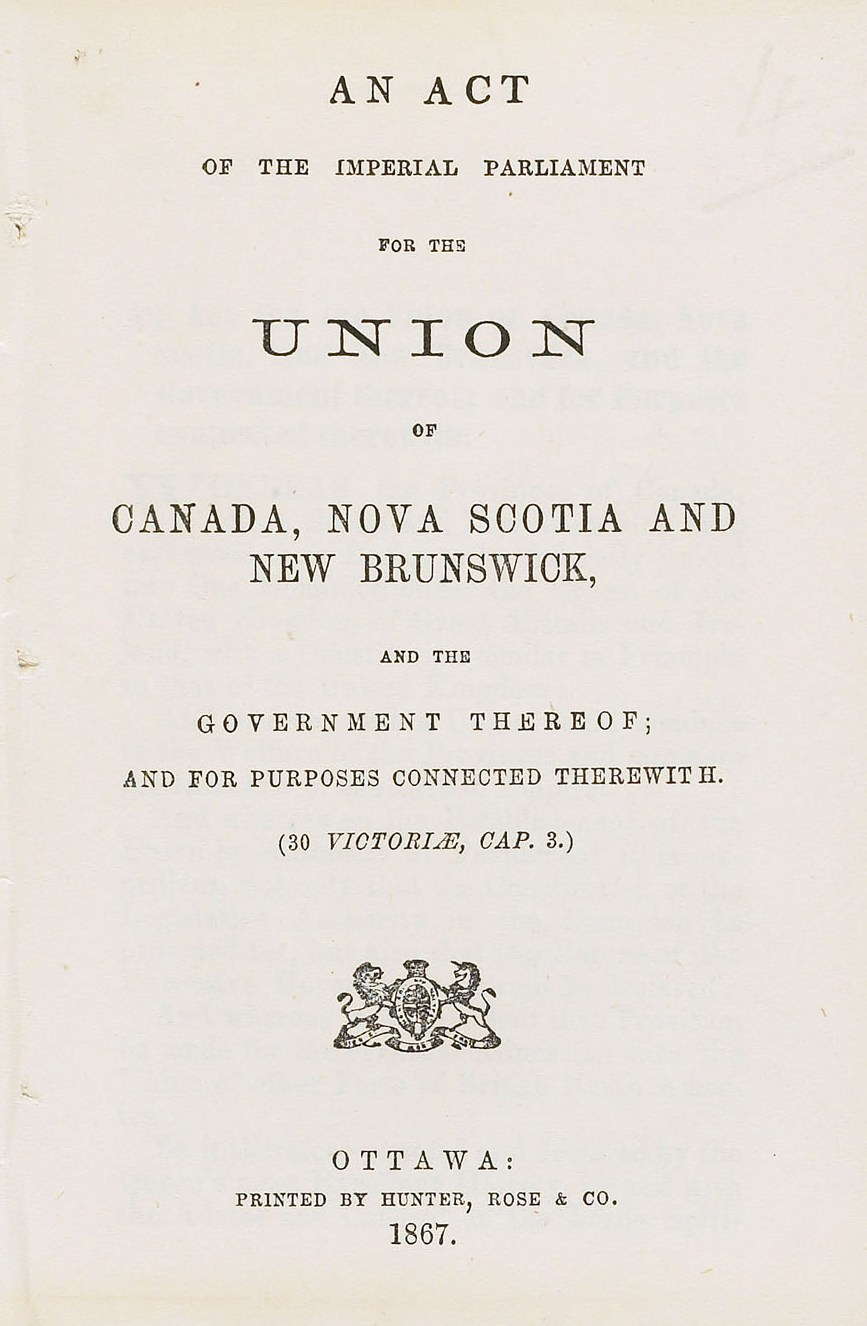
Конституційний Акт, 1867

Конституція Канади є найвищим правовим актом і будь-який закон, прийнятий будь-яким федеральним, провінційним або територіальним урядом, якщо він несумісний з конституцією, є нікчемним.
Закон про Конституцію 1982 передбачає, що конституція Канади включає цей акт, серію з тридцяти актів і наказів, що зазначені в переліку у цьому акті (найвідомішим з яких є Конституційний Акт, 1867), і будь-яка поправка до будь-якого з цих актів. Однак Верховний Суд Канади знайшов, що цей перелік не є вичерпним, і у 1998 році в Referencere Secession of Quebec визначив чотири « основоположних принципи і правила», які входять до конституції як неписані елементи: федералізм, демократія, конституціоналізм і верховенство права, а також повага до меншин.
Хоча ці принципи є чинною частиною конституції Канади, канадські суди не використовують їх як положення, що коригують писаний текст конституції, натомість обмежуючи їхню роль заповненням прогалин.
Оскільки Конституційний акт 1867 проголошує, що канадська конституція є подібною у
принципах конституції Об'єднаного Королівства, яка розглядається як некодифікована
конституція, Верховний Суд також визнав існування неписаних конституційних конвенцій. У справі 1981 р. Reference re a Resolution to amend the Constitution суд визначив три фактори, необхідні для існування конституційної конвенції: практика або угода, вироблені політичними акторами, визнання того, що вони зобов'язані слідувати цій практиці або угоді, мета цієї практики або угоди.
Було також встановлено, що, хоча ці конвенції не є законом і, відтак, не є застосовними в судах, суди можуть визнавати конвенції в своїх рішеннях. Конституційний акт 1867 р. визначає повноваження провінційних та федерального урядів. Юрисдикція федерального уряду включає в себе кримінальне право, торгівлю і комерційне право, банківську справу та імміграцію. У федерального уряду також є залишкова влада приймати закони, необхідні для «миру, порядку та доброго управління» Канади.
Юрисдикція провінцій включає в себе лікарні, муніципалітети, освіту (крім освіти у резерваціях корінних народів), право власності та громадянські права.
Конституційний акт 1867 р. також закріплює право провінцій засновувати свої власні Верховні суди, проте призначення суддів до них здійснює федеральний уряд. Також федеральному парламенту надане право встановлювати судову систему, відповідальну за федеральне право, і загальний апеляційний суд для розгляду апеляційних скарг на рішення як федерального, так і провінційних судів. Це повноваження призвело до створення федеральним парламентом Верховного Суду Канади, який, не дивлячись на роль верховного арбітра щодо всього канадського права, заснований на підставі звичайного, а не конституційного статуту.
Конституційний акт 1982 р. створив механізм, за яким до конституції Канади можуть вноситись поправки спільними діями федеральних і провінційних урядів; до 1982 це могло бути зроблено тільки Парламентом Сполученого Королівства. Цей закон також закріпив Хартію прав і свобод, яка гарантує права людини, які не можуть бути порушені провінційним або федеральним правом.

## Законодавство
Закони, прийняті Парламентом Канади і провінційними законодавчими органами, є первинними джерелами права в Канаді. Статті 91 та 92 Конституційного акту 1867 р. закріплюють питання, щодо яких будь-який рівень уряду (федеральний і провінційний) може здійснювати законодавче регулювання.
Закони, прийняті федеральним урядом, спочатку публікуються в газеті «Канада» (Canada Gazette), регулярному виданні, що здійснює публікацію нових статутів та нормативних актів. Федеральні закони, схвалені монархом (Royal Assent), згодом публікуються у Щорічних Статутах Канади. Час від часу федеральний уряд об'єднує свої діючі закони в єдиний збірник, відомий як Переглянуті статути Канади (Revised Statutes of Canada).
Остання федеральна консолідація була в 1985 р.
Щодо законів, прийнятих провінціями, існує подібна практика. Закони публікують в провінційних офіційних видіннях, видають у складі щорічних збірників та час від часу об'єднують у єдине зведення.

## Юридичні традиції

### Загальне право
Всі провінції і території в межах Канади, не враховуючи Квебек, слідують юридичній традиції загального права. Так само, суди наділені владою, відповідно до провінційних Законів про судоустрій, застосовувати право справедливості.
Як і в усіх інших країнах загального права, канадське право дотримується доктрини stare decisis. Суди нижчої інстанції повинні слідувати за рішеннями вищих судів, якими вони зв'язані. Наприклад, усі суди нижчої інстанції Онтаріо зв'язані рішеннями Апеляційного суду Онтаріо і всі суди нижчої інстанції Британської Колумбії зв'язані рішеннями Апеляційного суду Британської Колумбії. Однак жоден суд Онтаріо не зв'язаний рішеннями суду Британської Колумбії, і жоден суд Британської Колумбії не зв'язаний рішеннями суду Онтаріо. Тим не менш, рішення, прийняті вищою судовою інстанцією провінції (провінційні Апеляційні суди), часто розглядаються як «переконливі», хоча вони і не обов'язкові для інших провінцій.
Тільки у Верховного Суду Канади є повноваження зв'язувати всі суди в країні загальними прецедентами. Більш зайняті суди, такі як Апеляційний суд Онтаріо, наприклад, щодо деяких правових питань часто використовують рішення судів інших провінцій, особливо у сферах доказів та кримінального права.
Якщо в Канаді мало або взагалі немає рішень щодо певного правового питання, і виникає необхідність звернення до іноземного права для довідки, часто використовуються рішення англійських і американських судів. 
З огляду на тривалі історичні зв'язки між англійським і канадським правом, часто слідують рішенням англійського Апеляційного суду та Палати лордів, на які посилаються як на переконливі прецеденти. Якщо розглянуте юридичне питання стосується сфери конституційного права або права, що стосується прайвесі, більш імовірно будуть використані рішення судів Сполучених Штатів, тому що ці галузі права в США набагато більш розвинені, аніж в англійському праві.
Рішення інших країн Співдружності націй також часто розглядають як переконливе джерело права в Канаді.
Істотною відмінністю між американським і канадським загальним правом є те, що Канада не дотримується доктрини Erie Railroad Co. v. Tompkins (1938). Іншими словами, в Канаді немає жодної різниці між федеральним загальним правом та загальним правом на рівні провінцій. Верховний суд може і встановлює загальне право безпосередньо для провінцій з усіх питань, що традиційно охоплюються загальним правом (у тій мірі, що не врегульовані законодавством). Таким чином у порівнянні зі США канадський федералізм є відносно неповним, тому що Канада продовжує діяти як унітарна держава стосовно загального права (і є дійсно федеративною лише в аспекті статутного права).
Через історичний зв'язок Канади зі Сполученим Королівством, рішення Палати лордів до 1867 року технічно все ще обов'язкові для Канади, якщо ці рішення не були відкинуті Верховним судом Канади. Також Канада все ще пов'язана рішеннями Таємної ради до скасування апеляційних звернень до цієї установи в 1949 році. На практиці, однак, жоден суд в Канаді протягом десятиліть не оголошував себе пов'язаним будь-яким англійським судовим рішенням, і дуже малоймовірно, що якийсь канадський суд зробить це в майбутньому.
Положення про злочини закріплені лише у Кримінальному кодексі Канади та в інших федеральних законах; виняток становить неповага до суду, що залишається єдиним злочином загального права в Канаді.

### Континентальне право
З історичних причин у Квебеку гібридна правова система. Приватне право слідує традиції континентального права, початково вираженій в Кутюмах Бовези (Coutumede Paris), що використовувалися у Новій Франції.
 Сьогодні, juscommune Квебек у кодифіковано в Цивільному кодексі Квебеку.
Що стосується публічного права, воно було встановлене завойовницькою британською державою після падіння Нової Франції (New France) в 1760 р. тому це загальне право. Важливо відзначити, що розходження між континентальним та загальним правом не засноване на поділі повноважень, визначеному Конституційним актом 1867 р. Тому, законодавство, прийняте провінційним законодавчим органом в питаннях публічного права, таких як Кримінальний Процесуальний Кодекс (the Code of Penal Procedure), має інтерпретуватися, слідуючи традиції загального права. Аналогічно, законодавство, видане федеральним парламентом у сфері приватного права, (наприклад, Закон про Розлучення), повинно інтерпретуватися, слідуючи традиції континентального права і у відповідності з Цивільним кодексом Квебеку.

## Галузі права

### Право корінних народів
Засноване на безлічі джерел. Стаття 91 (24) Конституційного закону1867 р. надає федеральному парламентові виключні повноваження видавати закони в питаннях, пов'язаних з корінними народами.

### Адміністративне право
Канадське адміністративне право – галузь права, що регулює дії урядів і державних установ.

### Права людини у Канаді
Наразі в Канаді чотири ключових механізми захисту прав людини: канадська Хартія прав і свобод, Канадський закон про права людини (the Canadian Human Rights Act), Канадська комісія з прав людини (the Canadian Human Rights Commission), і провінційне право у сфері прав людини

### Договірне право
Окремі провінції кодифікували деякі принципи договірного права у Законі про продаж товарів (Sale of Goods Act), який був спроектований на основі ранніх англійських версій. За межами Квебеку переважна частина договірного права — все ще загальне право, засноване на прецедентах судів, що творяться роками. Квебек, слідуючи традиції континентального права, не має договірного права, а має власне зобов'язальне право.

### Конституційне право
Конституційне право — сфера канадського права, що стосується інтерпретації і застосування судами Конституції Канади. Воно представлене в Конституційних актах 1867 р., 1982 р. та в Канадській Хартії прав і свобод.

### Закон про авторське право
Закон про авторське право Канади регулює юридично охоронювані права на результати творчої та мистецької діяльності.

### Кримінальне право
Кримінальне право в Канаді підпадає під виняткову законодавчу юрисдикцію федерального уряду. Повноваження створювати кримінальне право випливають з ст. 91 (27) Конституційного акту 1867 р.[32] Більшість кримінальних законів кодифіковано у Кримінальному кодексі Канади, а також Законі про наркотики і речовини, Законі про ювенальне правосуддя та інших актах.

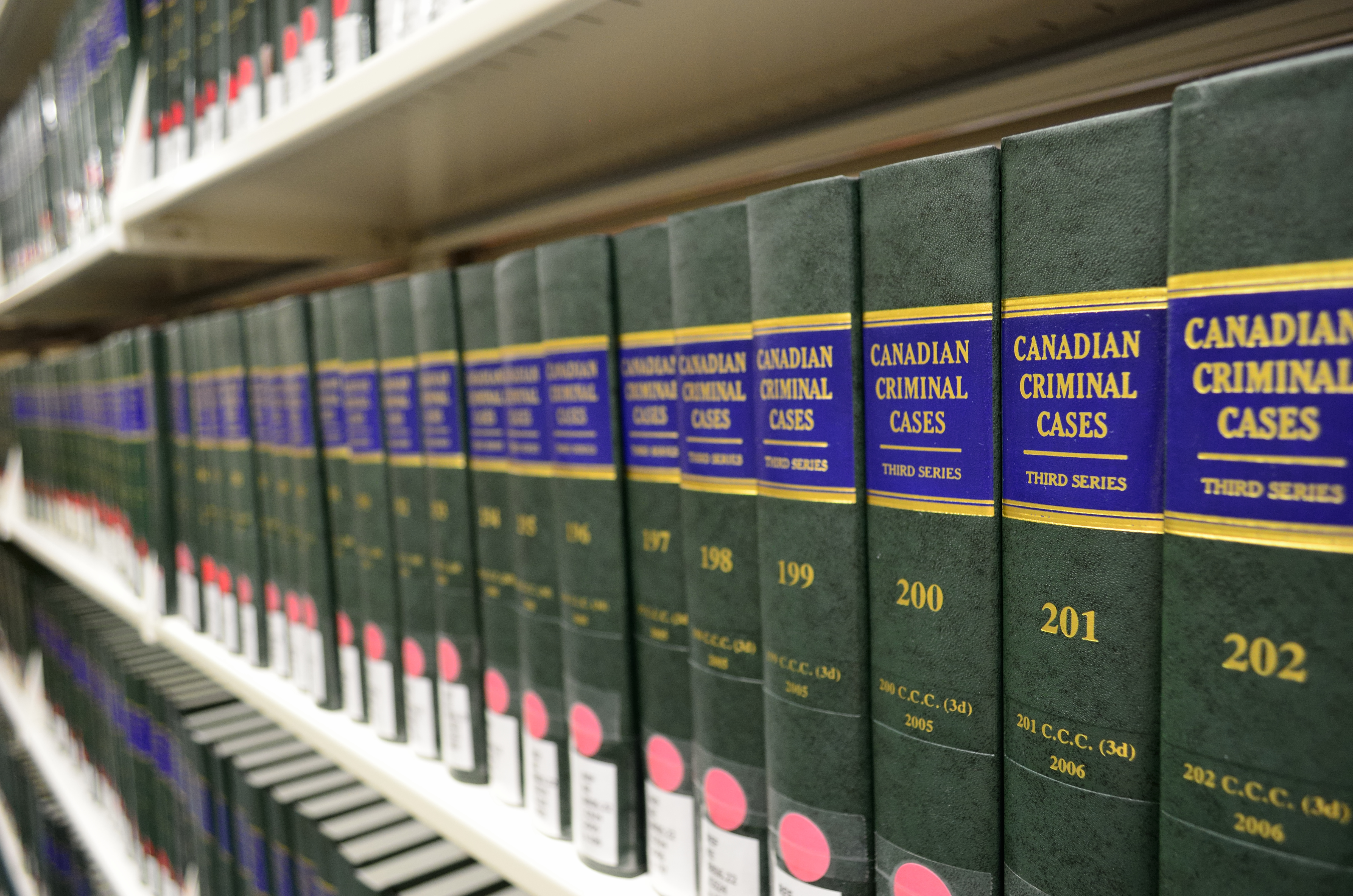
Кримінальний кодекс Канади

Провінції відповідальні за відправлення правосуддя, включаючи кримінальний процес у межах своїх повноважень, незважаючи на відсутність повноважень приймати кримінальні закони. Провінції мають повноваження встановлювати квазі-кримінальні або інші правопорушення у багатьох адміністративних та інших сферах, і кожна провінція реалізує ці повноваження, видаючи безліч правил у різних сферах.

### Доказове право
Канадський закон про докази — закон Парламенту Канади, вперше виданий у 1893 р., який регулює правила доведення у судових провадженнях на основі федерального права. У кожній провінції також є свій власний статут з питань доказів, що встановлює право доведення у цивільному процесі у провінції.

### Сімейне право
Сімейне право в Канаді — галузь права, що регулює сімейні відносини, шлюб і розлучення. Федеральний уряд має виключну компетенцію щодо сутності шлюбу і розлучення. Провінції мають виключну юрисдикцію щодо процедур шлюбу та розлучення. Провінції також мають законодавство, що регулює питання власності подружжя і утримання членів сім'ї.

### Законодавство про імміграцію та статус біженців
Стосується сфери права, пов'язаної з допущенням іноземців на територію Канади, їхніх прав та обов'язків та умов їх депортації. Основним актом у цій сфері є Закон про імміграцію та захист біженців.

### Спадкове право
Закон про спадкування в Канаді — конституційно визначена компетенція провінцій. Тому спадкування в Канаді регулюється кожною провінцією окремо.

### Трудове право
Канадське трудове право — це галузь права, яка регулює права, обов'язки та обмеження профспілок, робітників і роботодавців у Канаді. Право зайнятості — галузь права, яка встановлює права, обов'язки та обмеження для не-членів профспілок та роботодавців. Велика частина регулювання у цій сфері здійснюється на рівні провінцій урядовими установами та радами. Однак певні галузі промисловості підлягають виключно федеральному трудовому законодавству і стандартам.

### Патентне право
Канадське патентне право — система, що регулює процедуру надання патентів щодо винаходів в межах Канади та здійснення цих прав в Канаді.

### Процесуальне право
Функціонування судів урегульовано законодавством з цивільного процесу, яке кодифіковано в правилах цивільного процесу кожної провінції.

### Право власності
Право власності в Канаді — галузь права щодо прав людей на землю, інше майно. Воно охоплює питаннявласності на рухоме майно, власності на нерухомість і інтелектуальної власності.

### Деліктне право
Деліктне право в Канаді стосується питань деліктів у межах канадської юрисдикції, окрім Квебеку, де воно охоплюється зобов'язальним правом.

### Законодавство про торгові знаки
Законодавство Канади про торгові знаки забезпечує захист торгових марок, сертифікаційних знаків, розрізнюваного зовнішнього вигляду від привласнення.

## Судова система
Згідно із Конституційним актом 1867 р., і федеральний парламент, і провінційні законодавчі органи наділені конституційними повноваженнями формувати суди. Однак федеральна влада має значно обмежені повноваження, ніж провінційна влада. Провінційні суди мають набагато ширшу юрисдикцію, включаючи конституційно закріплене повноваження вирішувати конституційні питання.
Верховний Суд Канади — найвищий суд Канади і заключний апеляційний суд у канадській системі правосуддя. Парламент створив його у відповідності з Парламентським актом у 1875 р. як «загальний апеляційний суд Канади».
До 1949 р. оскарження могло здійснюватися до Судового комітету Таємної Ради в Сполученому Королівстві, і деякі справи взагалі оминали ВерховнийСуд Канади.
Крім Верховного Суду, канадська система судочинства розділена на два класи судів: верховні суди загальної юрисдикції та суди обмеженої юрисдикції, іноді званої нижчестоящими судами. Верховні суди, створювані та забезпечувані провінціями, розділені на Верховні суди першої інстанції і Верховні апеляційні суди. Ці суди іноді також згадуються як суди «ст. 96» (йдеться про ст.. 96 Конституційного акту 1867 р., який надає федеральному уряду повноваження призначати суддів цих судів). [10] Як суди загальної юрисдикції, провінційні Верховні суди першої інстанції володіють юрисдикцією щодо всіх питань, як федерального, так і провінційного права, якщо тільки питання законодавчо не віднесене до компетенції іншого суду або адміністративного органу. Верховні суди першої інстанції мають широку цивільну юрисдикцію, відповідно як до федерального права, так і правапровінцій. Згідно з Кримінальним кодексом (федеральним статутом), вони володіють юрисдикцією щодо найбільш серйозних кримінальних правопорушень, таких як вбивство. Вони також розглядають скарги на рішення Провінційних судів у кримінальних справах і деяких цивільних справах. Подальше оскарження зазвичай здійснюється до Верховного апеляційного суду, найвищої судової інстанції в кожній провінції.
Провінції також можуть створювати суди обмеженої юрисдикції, юрисдикція якої обмежена виключно законодавчо визначеним питанням. Ці суди часто називають «Провінційними судами», хоча створені провінціями Верховні суди також є провінційними судами. Провінційні Суди володіють широкою кримінальною юрисдикцією згідно з Кримінальнимкодексом (федеральним законом), і також, як правило, володіють обмеженою цивільною юрисдикцією в питаннях юрисдикції провінції, таких як дрібні позови і деякі сімейні питання. Судді Провінційних Судів призначаються урядами провінцій.
Існують також додаткові федеральні суди, створені Парламентом, які мають спеціалізовану юрисдикцію в певних галузях федерального права. Ці суди — Федеральний апеляційний суд, Федеральний суд, Податковий Суд Канади і Апеляційний військовий суд Канади.